# Diószeg (Szlovákia)
Diószeg (szlovákul Sládkovičovo, németül Diosek) város Szlovákiában, a Nagyszombati kerületben, a Galántai járásban.

## Fekvése
A mátyusföldi település a Kisalföldön, Galántától 6 km-re nyugatra, a Dudvág partján fekszik. A mai város Magyar- és Németdiószeg 1943. évi egyesítésével jött létre.

## Története
Az 1. és a 4. század közötti időszakban kvád település. 1252-ben IV. Béla oklevelében említik először. Nevét onnan kapta, hogy a falu területén sok volt a diófa. 1301-ben Dudvág Miklós a település földesura. 1337-ben Nagy Lajos király hívének, Oros Péternek adta. 1530-ban a török egy rajtaütés során felégette. 1553-ban 22 adózó porta állt a faluban, mely a rend feloszlatásáig a budai klarisszák  birtokában volt. Ezután egyházi birtok, majd az Erdődy család vásárolta meg, később az Eszterházyaké. 1582-ben Diószeg városi rangot nyert, a 17. században pedig vásártartási és vámszedési privilégiumokat kapott. Ekkor két jelentős épülete a templom és a kastély volt. A Rákóczi-szabadságharc alatt a Stahremberg parancsnoksága alatt álló császári csapatok kifosztották, 1709-ben pedig felégették. 1786-ban II. József császár német földműveseket és kézműveseket telepített ide, ettől kezdve a korábbi város két részre, Magyar- és Németdiószegre oszlott. Az Eszterházyak után a Zichy család lett a település fő birtokosa. 1850-ben megépült a vasútvonal, amely Diószeget Pozsonnyal és Pesttel kötötte össze. Az 1860-as években létesített cukorgyára elsősorban báró Kuffner Károly tevékenységének eredményeként jött létre. 1870-ben ismét városi rangra emelték.

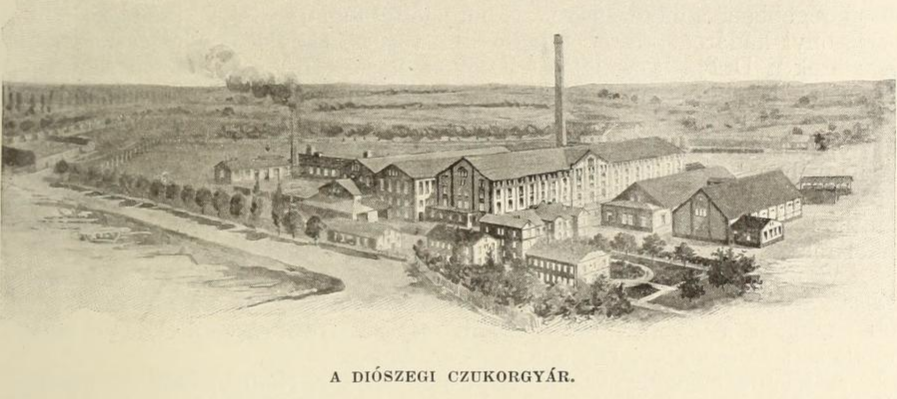
A cukorgyár (1904)

Vályi András szerint "DIÓSZEG. Népes magyar falu Poson Vármegyében, birtokosai valának a’ Sz. Klára Szerzetbéli Apátzák, most a’ Religyiói kintstár, lakosai katolikusok, és más félék, fekszik puszta Födémes, és Galanta között, Dudvág vize mellett, Kis Matsédhez fél órányira, számos vendég fogadók vagynak körűlötte; határja gazdag, legelője nagy, fája elég, réttyei jók, halászattya hasznos, első Osztálybéli.
" 
A trianoni békeszerződésig Pozsony vármegye Galántai járásához tartozott, 1938 és 1944 között újra Magyarország birtoka, ekkor Nyitra és Pozsony k.e.e. vármegye része lett. 1945 után a Beneš-dekrétumok alapján magyar lakosságának harmadát, megközelítőleg 1300 személyt Csehországba deportálták, illetve Magyarországra telepítették. Helyükre romániai és környékbeli szlovákok települtek. 1948-ban Diószeg több évszázados elnevezését a csehszlovák hatóságok Andrej Sládkovič szlovák költőről, hazafiról Sládkovičovo-ra változtatták. 1983 óta város. Cukor- és konzervgyára, textilipara van.

## Népessége
| Év:            | 1994. | 2004.   | 2014.   | 2024.   |
| -------------- | ----- | ------- | ------- | ------- |
| Emberek száma: | 5962  | 5654    | 5348    | 5386    |
| Eltérés:       |       | -5,16 % | -5,41 % | +0,71 % |

| Év:            | 2023. | 2024.   |
| -------------- | ----- | ------- |
| Emberek száma: | 5411  | 5386    |
| Eltérés:       |       | -0,46 % |

### Népességének nemzetiségek szerinti alakulása
| Diószeg (Szlovákia) lakosságának nemzetiségi megoszlása | Diószeg (Szlovákia) lakosságának nemzetiségi megoszlása | Diószeg (Szlovákia) lakosságának nemzetiségi megoszlása |
| ------------------------------------------------------- | ------------------------------------------------------- | ------------------------------------------------------- |
| szlovák                                                 |                                                         | 350 fő (9%)                                             |
| magyar                                                  |                                                         | 2932 fő (78%)                                           |
| cseh                                                    |                                                         | 0 fő (0%)                                               |
| német                                                   |                                                         | 335 fő (9%)                                             |
| egyéb                                                   |                                                         | 128 fő (3%)                                             |
| *1910. évi népszámlálási adatok                         |                                                         |                                                         |

| Diószeg (Szlovákia) lakosságának nemzetiségi megoszlása | Diószeg (Szlovákia) lakosságának nemzetiségi megoszlása | Diószeg (Szlovákia) lakosságának nemzetiségi megoszlása |
| ------------------------------------------------------- | ------------------------------------------------------- | ------------------------------------------------------- |
| szlovák                                                 |                                                         | 3614 fő (59%)                                           |
| magyar                                                  |                                                         | 2340 fő (38%)                                           |
| cseh                                                    |                                                         | 32 fő (1%)                                              |
| német                                                   |                                                         | 3 fő (0%)                                               |
| egyéb                                                   |                                                         | 89 fő (1%)                                              |
| *2001. évi népszámlálási adatok                         |                                                         |                                                         |

| Diószeg (Szlovákia) lakosságának nemzetiségi megoszlása | Diószeg (Szlovákia) lakosságának nemzetiségi megoszlása | Diószeg (Szlovákia) lakosságának nemzetiségi megoszlása |
| ------------------------------------------------------- | ------------------------------------------------------- | ------------------------------------------------------- |
| szlovák                                                 |                                                         | 3524 fő (64%)                                           |
| magyar                                                  |                                                         | 1737 fő (32%)                                           |
| cseh                                                    |                                                         | 20 fő (0%)                                              |
| német                                                   |                                                         | 1 fő (0%)                                               |
| egyéb                                                   |                                                         | 197 fő (4%)                                             |
| *2011. évi népszámlálási adatok                         |                                                         |                                                         |

A második világháborút követően a Beneš-dekrétumok általi deportálások és kitelepítések, melyek magyar lakosságának közvetlenül egyharmadát érintették, jelentősen megváltoztatták etnikai összetételét. Magyar lakosságának további folyamatos csökkenése elsősorban az asszimiláció következménye: míg az 1991-es népszámlálási adatok alapján népességének megközelítőleg 45%-át magyarok alkották, 2011-re számarányuk 32%-ra csökkent.
1910-ben Magyardiószegnek 2483 magyar és 317 szlovák, Németdiószegnek 748, többségben magyar anyanyelvű lakosa volt, jelentős német kisebbséggel.
2001-ben 6078 lakosából 3614 szlovák és 2340 magyar volt.
2011-ben 5479 lakosából 3524 szlovák, 1737 magyar, 51 cigány, 20 cseh, 2-2 ukrán és zsidó, 1-1 német, lengyel, szerb és morva, 21 más és 118 ismeretlen nemzetiségű volt.
2021-ben 5415 lakosából 3838 (+92) szlovák, 1376 (+99) magyar, 19 (+26) cigány, 1 (+6) ruszin, 77 (+8) egyéb és 104 ismeretlen nemzetiségű volt.

## Gazdasága
- Az 1860-as évek óta fennálló cukorgyárát 2000-ben szüntették meg.

## Híres emberek
- Itt született 1715 körül Galgóczy János az első rozsnyói püspök.
- Itt született 1817-ben Horony Mihály orvos.
- Németdiószegen született 1877-ben Wittich Pál csehszlovákiai német szociáldemokrata politikus, nemzetgyűlési képviselő.
- Magyardiószegen született Lengyelfalusy József (Letocha; 1888-1947) plébános, szentszéki tanácsos.
- Itt született 1892. február 15-én Koltay-Kastner Jenő, 1935-ig Kastner Jenő irodalomtörténész, filológus, történész, 1952-ben az irodalomtudomány kandidátusa és 1956-ban doktora  (†1985. március 3. Szeged)
- Itt született 1910. január 16-án Lőrincz Gyula festőművész, publicista.
- Itt született 1912. február 5-én Pongrácz Zoltán zeneszerző.
- Itt született 1912. március 15-én Hortobágyi Tibor  hidrobiológus, egyetemi tanár, nemzetközi hírű tudós, termékeny szakíró, aki szakterületéről több mint 20 000 mikroszkópi rajzot készített. († 1990. április 16. Budapest)
- Itt született 1913. szeptember 22-én Abay Nemes Oszkár országgyűlési képviselő, főiskolai világbajnok úszó, ügyvéd (†1959. január 30. Pécs)
- Itt született Weinträger Adolf (1927-1987) festőművész.
- Itt született 1928-ban Krivošík István színházigazgató, diplomata.
- Itt helyezték örök nyugalomra Kuffner Károly de Diószegh bárót 1924. december 12-én, a diószegi cukorgyár alapítóját és a vidék fellendítőjét.
- Itt élt és alkotott Talamon Alfonz (1966-1996) felvidéki Madách-díjas magyar író.[7]
- Itt él 1943 óta Szamák István (*1920) növénynemesítő, szakíró, a szlovákiai magyar kórusmozgalom tevékeny résztvevője.[8]
- Itt élt és itt hunyt el Józsa László (1948–1999) labdarúgó.
- Itt született 1952. június 25-én Anna Šulajová színésznő.
- Itt szolgált Spátay Gábor (1660 körül - 1722) kanonok, választott püspök.
- Itt szolgált Bedeő Pál (1805-1873) egyházi író, katolikus plébános.

## Nevezetességei
- Kuffner-kastély és mauzóleum.
- Szűz Mária Mennybemenetele tiszteletére szentelt római katolikus temploma. Előző templomát valószínűleg a klarissza apácák építtették, kiknek kolostora volt itt. A jelenlegi templomot a 17. század kezdetén építették. Tornyát 1620 körül emelték. 1786-ban jelentősen átépítették.[9]
- A cukorgyár főépülete ipari műemlék (19. század).
- A város szlovák névadójának, Andrej Sládkovičnak szobrát 1967-ben avatták fel.
- Talamon Alfonz író bronzszobra. Mag Gyula szobrászművész alkotását 2006. december 28-án avatták fel.
- A Vinceházi-erdőben termálfürdője van.
- Kuffner Károly emléktábla. Mag Gyula szobrászművész alkotását, a polgármesteri hivatal homlokzatán elhelyezett domborművet 2007. október 12-én avatták fel.

## Kultúra
- A Vox Humana vegyeskar 1969-ben alakult meg Pintér Ferenc karnagy vezetésével.
- Hahota amatőr színjátszó-csoport.
- A Csemadok és a Matica slovenská helyi alapszervezetei.
- Dió Héj citerazenekar. 1975-ben alapították Új Hajtás néven. Kezdetben a helyi énekkart, majd a tánccsoportot kísérte. A zenekar több változáson ment keresztül, míg elérte jelenlegi arculatát és 1997-ben a mostani Dió Héj nevét felvette.[10]

## Iskolaügy
- Danubius Főiskola. Az intézményt 2005-ben alapították.[11]

## Galéria
- Missziós kereszt 1948-ból
- Talamon Alfonz író szobra